# Oufa
Pour la rivière, voir Oufa (rivière).
Oufa (en russe : Уфа ; en bachkir : Өфө, Öfö /ʏ̞ˈfʏ̞/) (Œfœ) est une ville de l'Ouest de la Russie. Située à une centaine de kilomètres des monts Oural, elle est la capitale et la plus grande ville de la république de Bachkirie, en Russie. Elle en représente le centre industriel, économique, scientifique et culturel. Sa population s'élevait à 1 128 787 habitants en 2020.

## Géographie

### Situation

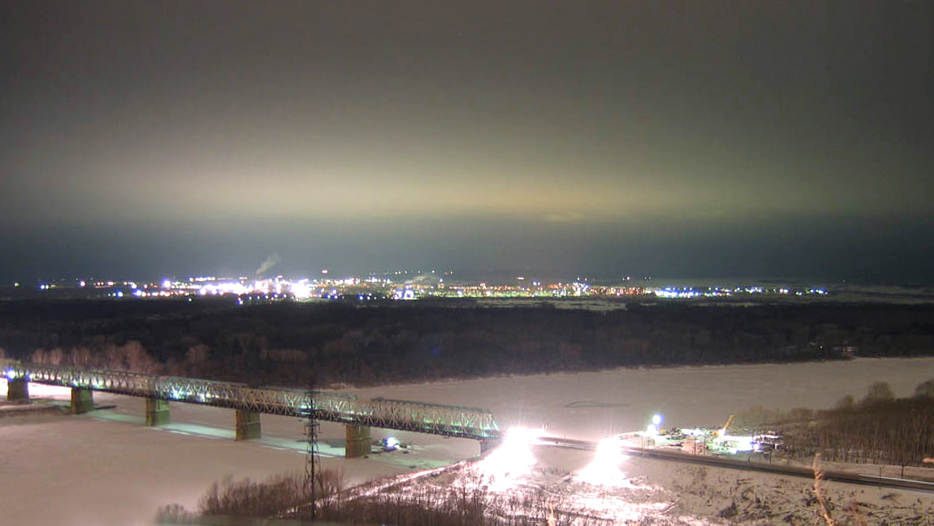
Oufa : la rivière Belaïa gelée.

La ville se trouve sur de légères collines, à une centaine de kilomètres à l'ouest des monts Oural méridionaux. Elle est située sur la presqu'île d'Oufa, au bord de la rivière Belaïa, dans laquelle se jettent la rivière Oufa et la Dyoma (affluent gauche). Elle a une municipalité qui s'étend sur 53 km du nord au sud et sur 28 km d'est en ouest. Ses 753,7 km2 en font la troisième municipalité la plus étendue de Russie, après Sotchi et Volgograd.
Oufa est située à 1 166 km à l'est — 1 567 km par le train — de Moscou et à 772 km à l'est de Nijni Novgorod.
Le fuseau horaire de Oufa est GMT+05:00 ou CET+04:00 (heure d'Europe centrale + 4 heures) pendant toute l'année.

### Climat
Oufa est située dans la zone de steppe arborée modérée du nord. Le climat est continental et humide, avec des étés frais et des hivers froids.
| Mois                              | jan.  | fév.  | mars  | avril | mai  | juin | jui. | août | sep. | oct.  | nov.  | déc.  | année |
| --------------------------------- | ----- | ----- | ----- | ----- | ---- | ---- | ---- | ---- | ---- | ----- | ----- | ----- | ----- |
| Température minimale moyenne (°C) | −18,5 | −17,8 | −11,2 | 0,2   | 6,6  | 11,8 | 13,5 | 11   | 6,2  | 0,3   | −8,1  | −14,6 | −1,6  |
| Température moyenne (°C)          | −13,7 | −12,6 | −5,8  | 5,2   | 13,1 | 18   | 19,3 | 16,5 | 10,9 | 3,6   | −4,8  | −10,4 | 3,4   |
| Température maximale moyenne (°C) | −9,5  | −7,7  | −0,4  | 11    | 20,1 | 24,6 | 25,5 | 22,8 | 16,8 | 7,7   | −1,7  | −6,7  | 8,6   |
| Record de froid (°C)              | −48,5 | −43,5 | −34,4 | −29,7 | −9,7 | −1,2 | 1,4  | −0,6 | −6,8 | −25,6 | −35,1 | −45   | −48,5 |
| Record de chaleur (°C)            | 5,8   | 9,2   | 14,3  | 30,9  | 36,2 | 38,3 | 38,6 | 38,5 | 33,4 | 26,8  | 14,7  | 5     | 38,6  |
| Précipitations (mm)               | 45    | 37    | 26    | 34    | 37   | 58   | 61   | 60   | 53   | 62    | 53    | 51    | 577   |

### Géologie
La ville d'Oufa est construite sur des dépôts permiens et quaternaires. La partie inférieure, épaisse au total de 200 m, des dépôts est composée de gypse, d'anhydrite et de dolimite du Koungourien, bien que parfois ces roches peuvent se retrouver la surface en raison de l'érosion. La partie intermédiaire, épaisse d'environ 40 m, est composée d'argile, d'argilite, de calcaire et de marne, avec de fortes infiltrations d'eau, provoquant a formation dans la couche du karst. Les dépôts supérieurs du Quaternaire sont eux plus minces. 
La ville se trouve sur un éperon érodé à la confluence des rivières Belaïa et Oufa. Les processus tectoniques au cours des périodes négoène et quaternaire ont conduit à la formation de failles dans le sous-sol de la ville. Actuellement, en raison de la masse des constructions et de la pression croissante qui en est entraînée, la subsidence du sol est d'entre 1 et 5 mm/an. Le karst, les failles et les mouvements de blocs de roches en sous-sol entraînent la déformation des bâtiments, accentué par les infiltrations d'eaux dans le sol qui permettent la formation du karst.

### Morphologie urbaine
La morphologie urbaine d'Oufa fait d'elle une ville linéaire, qui s'étend dans un axe nord-sud. L'urbanisation est délimitée par la rivière Belaïa au sud et à l'ouest, et par la rivière Oufa à l'est.

## Histoire

### Anciens peuplements

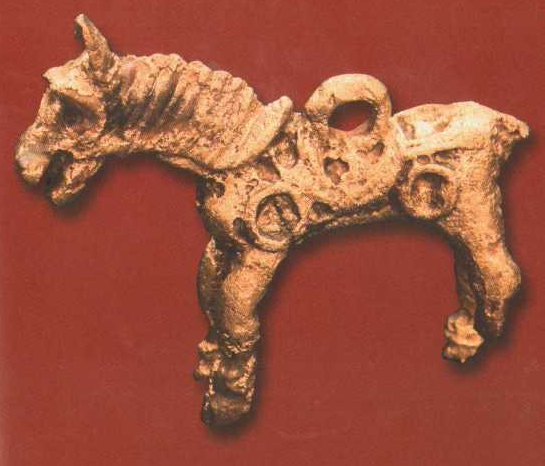
Figurine en bronze d'un cheval du site archéologique d'Oufa II des.

Des restes du Paléolithique ont été découverts à Oufa, ainsi le site Oufa II par l'archéologue Piotr Ichtcherikov en 1953, dans le centre-ville moderne actuel. Le savant arabe Al Idrissi décrit au XIIe siècle un village bachkir du nom de Gourkhan qui abrite de nombreux guerriers turcs et un autre auteur du XIVe siècle, Ibn Khaldoun, évoque la ville de Bachkort, appartenant à la Horde d'or. Les cartographes occidentaux la situent au XVIe siècle à l'embouchure de la rivière Oufa, c'est-à-dire à l'endroit actuel de la ville. L'historien russe du XVIIIe siècle, Piotr Rytchkov, décrit une ville bachkire s'étendant sur une dizaine de verstes, comme étant la résidence du khan bachkir Tourakhan.

### Oufa tsariste

#### Fondation (XVIesiècle)
La plus grande partie de la Bachkirie entre volontairement dans les limites russes en 1557, les chefs bachkirs gouvernent de Kazan. Ils demandent en 1573 à Ivan le Terrible de leur construire une forteresse. C'est ainsi qu'à partir de la fête de la Trinité 1574, Ivan Hagovo (parent de la dernière épouse d'Ivan le Terrible) fait construire un fortin sur  un emplacement stratégique, à la confluence de la Belaïa et de la rivière Oufa. C'est donc le fondateur de la ville moderne dans la seconde moitié du XVIe siècle. La fondation de la ville permettait de collecter le iassak ainsi que d'améliorer la défense des Bachkirs contre les raids des Kazakhs et des Kalmouks. Une église dédiée à la Sainte Trinité est construite sur la colline de Tourataï (la colline-forteresse) et un peu plus loin les premières maisons et isbas.

#### Un centre de colonisation (FinXVIesiècleetXVIIesiècle)
La fondation de la ville commença la colonisation russe de la Bachkirie, Oufa étant la  dernière véritable ville avant les immensités sibériennes et un avant-poste russe à la limite des contrées d'Asie centrale. Elle devint rapidement un centre pour les opérations russes de colonisations, supervisant la collecte du iassak de la Bachkirie mais aussi de régions environnantes comme Perm et la Sibérie occidentale. Elle devint  aussi un centre diplomatique où les autorités russes conduisaient leurs échanges avec les Kazakhs et les pays d'Asie centrale. La ville occupait notamment à la fin du XVIe siècle une position stratégique face au Khanat de Sibérie, dont son khan Koutchoum mençait le pouvoir russe dans ses régions orientales. Dans les années 1590, les terres autour d'Oufa furent distribuées généreusement aux officiers, grands propriétaires et streltsy.
Elle était sous le commandement de Mikhaïl Nagoï et la garnison abrite deux cents soldats.
Obtenant en 1586 les droits de cité, elle reste la seule ville de la région jusqu'à la fondation de Birsk en 1663, hébergeant nombre de dignitaires tsaristes, de streltsy et de marchands. Les premiers habitants de la ville furent des officiers, des Tatars servant l'armée russe, des Bachkirs baptisés, des traducteurs et le groupe le plus nombreux que constitue celui des traducteurs. Un voïvode fut placé à Oufa, dirigeant les activités du tsarat dans la région.
On l'entoure ensuite de remparts et on y installe une place de marché. La longueur de ses remparts étaient au début d'environ 440 mètres, soit le plus petit fort des villes de la frontière russe. La ville est dotée dès la fin du XVIe siècle d'une cathédrale dédiée à Notre-Dame de Kazan, détruite en 1600. Une nouvelle cathédrale est construite à la place dédiée à Notre-Dame de Smolensk à l'emplacement actuel du monument de l'Amitié. Cette nouvelle cathédrale est consacrée en 1616.
En 1662, une rébellion des Bachkirs éclata envers les Russes, avec comme raison immédiate les Russes qui s'étaient mis du côté des Kalmouks, désavantageant les Bachkirs, tandis que les raisons profondes étaient les politiques russes en Bachkirie. La rébellion commença dans l'ouïezd d'Oufa et s'étendit à travers le territoire. En novembre 1663, les troupes assiégèrent la ville, mais pour des raisons inconnues les quatre différentes forces ne se retrouvèrent pas sur le même lieu pour conduire le siège, menant à l'échec de celui-ci. Après la fin de la rébellion en 1664, le voïvode d'Oufa Fiodor Fiodorovitch Volkonski, réputé pour sa corruption, fut remplacé.

#### Centre de gouvernement

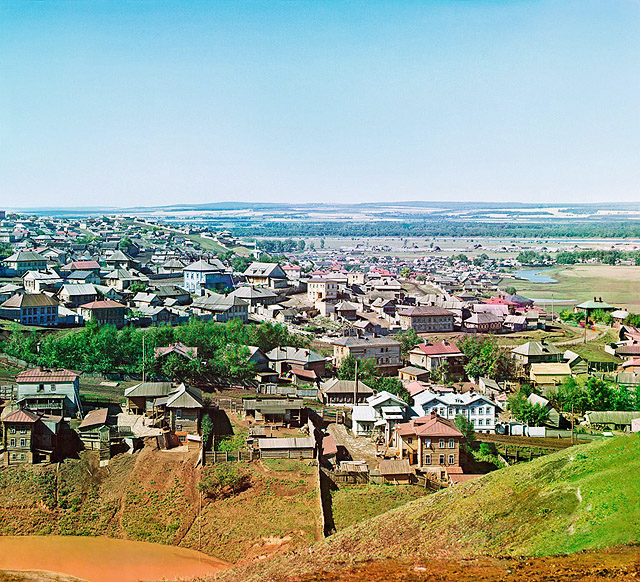
Oufa en 1910, phot. de S. Prokoudine-Gorski.

La ville fait partie du gouvernement de Kazan à partir de 1708 et devient le chef-lieu de la province d'Oufa en 1728. En 1744, elle fait partie du gouvernement d'Orenbourg et devient en 1781 le chef-lieu du district d'Oufa, dont le premier gouverneur est Ivan Lamb (1761-1804). 
Quand Peter Simon Pallas visita la ville en 1770, il la décrit comme une pauvre ville sans commerce ni manufactures. Le commerce à Oufa consistait d'après ses dires à tirer le plus possible de Kazan pour le vendre au plus haut prix possibles aux Bachkirs dans la ville. 
En 1796, elle retourne au gouvernement d'Orenbourg et en 1802 elle devient chef-lieu de gouvernement avec siège de l'administration. L'architecte écossais William Hastie réalise le premier plan général de la ville en 1803, mais son projet n'aboutit pas. Il retourne à Oufa en 1817 qui aboutit à un autre projet deux ans plus tard et qui est mis en œuvre pendant tout le XIXe siècle. La ville reçoit son blason au XVIIe siècle. 
Oufa devient la capitale du gouvernement d'Oufa en 1865. La ville est alors en plein essor industriel, tandis que le chemin de fer lui donne une nouvelle impulsion entre 1888 et 1892.

### Guerre civile russe

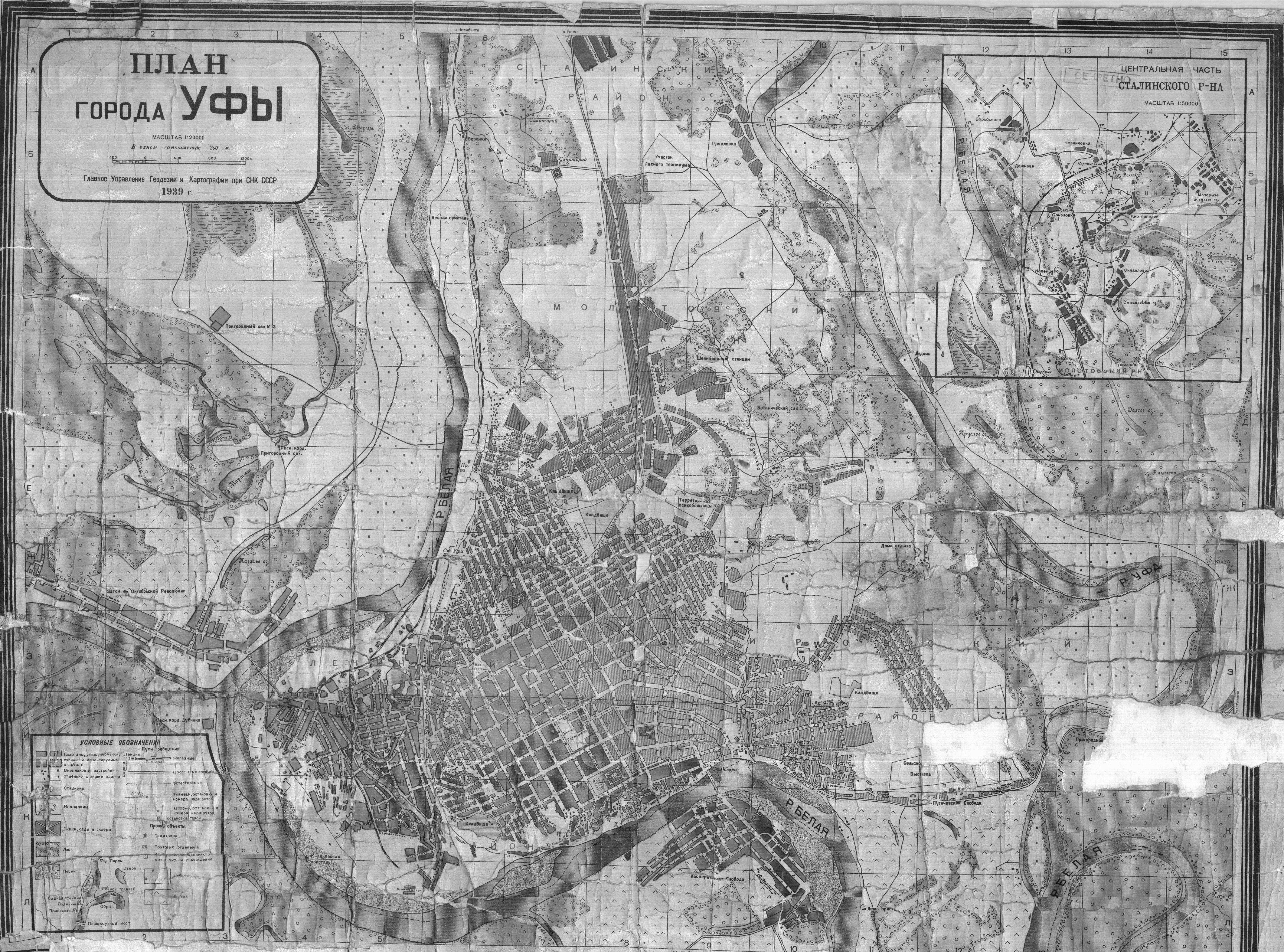
Plan directeur soviétique d'Oufa de 1939.

Sous la protection de la Légion tchèque, un gouvernement « panrusse », surnommé Directoire d'Oufa, dominé par les socialistes révolutionnaires est installé à Oufa pendant la guerre civile russe. Le 18 novembre 1918, l'amiral blanc Alexandre Vassilievitch Koltchak renverse ce gouvernement et se proclame régent suprême.

### Période soviétique
La fin de la période soviétique dès la deuxième moitié des années 1980 s'est illustrée à Oufa par l'apparition de réseaux informels. En 1987, un projet de construction d'usine chimique à Sterlitamak entraîne des manifestations dans cette ville puis à Oufa, où plusieurs manifestations rassemblent des milliers de manifestants dans les rues de la ville. En parallèle, la crise profonde que traverse le PCUS de Bachkirie en pleine chute du bloc de l'Est fait que le 10 février 1990, le Comité municipal du parti pour la ville d’Oufa présente sa démission. Le 3 août, Boris Eltsine dans le discours qu'il prononce dans la ville fait de la surenchère face au gouvernement soviétique bachkir.  Le 11 octobre 1990, alors que le Soviet suprême de Bachkirie doit adopter la déclaration de souveraineté de la république, le bâtiment du Soviet est cerné pendant plusieurs heures par la foule des manifestants.

## Population et société

### Démographie
Recensements (*) ou estimations de la population
| 1811  | 1840   | 1865   | 1879   | 1897*  | 1913    | 1926*  | 1931    |
| ----- | ------ | ------ | ------ | ------ | ------- | ------ | ------- |
| 9 200 | 16 500 | 20 100 | 23 200 | 49 275 | 100 700 | 97 444 | 125 000 |

| 1939*   | 1959*   | 1970*   | 1979*   | 1989*     | 2002*     | 2010*     | 2012      |
| ------- | ------- | ------- | ------- | --------- | --------- | --------- | --------- |
| 257 915 | 546 878 | 770 905 | 976 858 | 1 079 765 | 1 049 479 | 1 062 319 | 1 072 291 |

| 2013      | 2014      | 2015      | 2016      | 2017      | 2018      | 2019      | 2020      |
| --------- | --------- | --------- | --------- | --------- | --------- | --------- | --------- |
| 1 077 719 | 1 096 702 | 1 105 667 | 1 110 976 | 1 115 560 | 1 120 547 | 1 124 226 | 1 128 787 |

### Nationalités
Selon les résultats du recensement national de 2002, Oufa est habitée principalement par des Russes (50,2 %), des Tatars (28,1 %) et des Bachkirs (14,8 %).
Les autres groupes ethniques (plus de 1 000 personnes) sont les Ukrainiens (17 772 personnes), Tchouvaches (10 586 personnes), Maris (9 616 personnes), Biélorusses (5 556 personnes), Mordves (3 975 personnes), Arméniens (2 822 personnes), Allemands (2 213 personnes), Juifs (2 082 personnes), Azéris (2 075 personnes).

### Religion

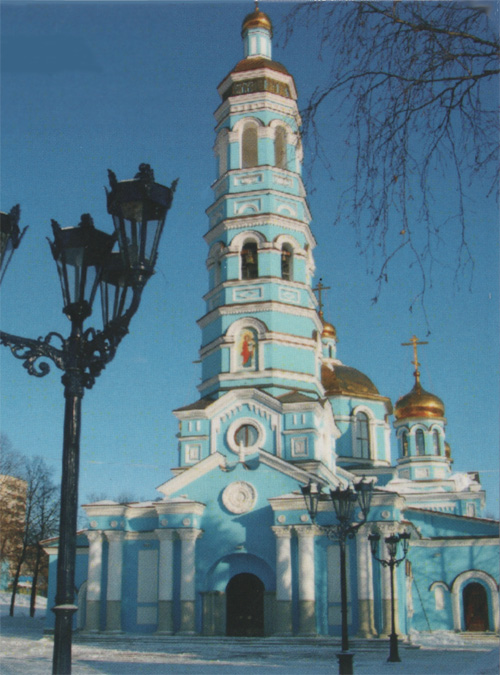
Clocher de la cathédrale de la Nativité-de-la-Vierge

Les deux religions principales d'Oufa sont l'orthodoxie (estimé à près de 50 % de la population) et l'islam sunnite (près de 45 % de la population).
- Église orthodoxe russe : Oufa est le siège du diocèse d'Oufa-Sterlitamak. L'église-cathédrale d'Oufa est la cathédrale de la Nativité-de-la-Vierge, rue Kirov. Les autres églises sont celles de Saint-Serge, de Saint-Georges, de la Nativité, de l'Intercession, de Saint-Méthode-et-Saint-Cyrille, de Saint-André, de l'Ascension, de l'Exaltation de la Croix, de Saint-Nicolas, de Saint-Nicolas-de-la-Gare, de Saint-Pantélémon, de Saint-Siméon, et du Sauveur. Il y a aussi deux paroisses de Vieux-Croyants.
- Sunnisme : Oufa est le siège de la direction centrale spirituelle des musulmans de Russie et des pays européens de la CEI, qui inclut aussi la Sibérie et le Kazakhstan. Depuis 1980, il s'agit du grand mufti Talgar Tadschouddine. Il y a dix mosquées à Oufa, dont beaucoup ont été construites grâce aux subsides turcs. La mosquée Lyalya-Tyulpan constitue l'un des édifices architecturaux les plus marquants de la ville.
- Luthéranisme : la paroisse luthérienne-évangélique d'Oufa a été reconstituée dans les années 1990 et son église a été construite en 2010
- Catholicisme: il existe une petite paroisse catholique, sous le vocable du Sacré-Cœur[19],[20].
- Judaïsme : la synagogue d'Oufa a été construite en 2008.

Il existe aussi des mouvements religieux issus des États-Unis qui se sont récemment installés à Oufa, comme les mormons en 2001, qui ont construit un temple de prières, ou les Adventistes du Septième jour.

### Sports
Le club de football FK Oufa, connu du temps du communisme comme Gastello Oufa, joue en deuxième division russe. Oufa est de fait la plus grande ville en Europe à n'avoir jamais été représentée au plus haut niveau. Les matches sont joués au Stroitel-Stadion, d'une capacité de 10 000 places assises.
Le club de hockey sur glace Salavat Ioulaïev Oufa participe à la Ligue continentale de hockey (KHL), qu'il a remportée en 2010-2011. Il joue à la Oufa Arena.
Le club de volleyball de l'Oural est également basé à Oufa.
Oufa a accueilli les Championnats d'Europe de biathlon en 2009.

## Politique et administration

### Municipalité d'Oufa

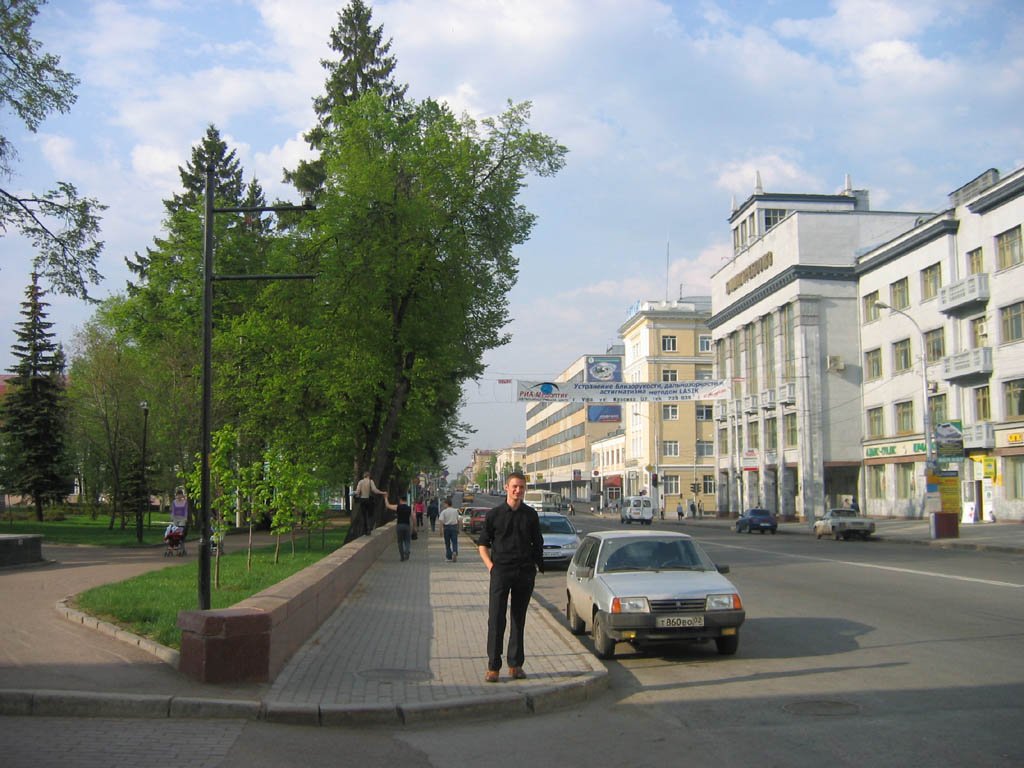
La rue Lénine, un des axes principaux de la ville.

La municipalité se compose de sept raïons ou secteurs (population : 2010) :
- de Dioma (Diomski / Дёмский, 55 230);
- de Kalinine (Kalininski / Калининский, 195 818);
- de Kirov (Kirovski / Кировский, 130 880);
- de Lénine (Leninski / Ленинский, 76 288);
- d'Oktiabr (Octobre) (Oktiabrski / Октябрьский, 229 270);
- d'Ordjonikidze (Ordjonikidzevski / Орджоникидзевский, 176 877);
- de Soviet (Sovetski / Советский, 166 449).

À cela s'ajoutent les communes rurales rattachées à la ville, avec 7 288 habitants.

### Gouvernement et administration
Gouvernement local
Les corps d'auto-gouvernement local de Oufa sont :
- le Conseil, un corps représentatif formé de 35 députés élus pour quatre ans ;
- le président du conseil - le responsable de district élu pour quatre ans ;
- l'administration d'okroug urbain. La structure d'administration est approuvée par le conseil, sur proposition du responsable de l'administration ;
- le responsable de l'administration gère l'administration selon les principes de l'unité de commande[22].

Gouvernement républicain et fédéral
- Commission électorale de l'okroug urbain
- Gouvernement de la République du Bachkortostan
- Ministères de la République

Tribunaux
Oufa accueille la cour constitutionnelle de la République de Bachkirie (en), le tribunal arbitral de la République de Bachkirie et la cour suprême de la République de Bachkirie, le tribunal militaire et le tribunal de district (en).

### Jumelages
La ville d'Oufa est jumelée avec :
- Ankara (Turquie) depuis le 4 mars 1997
- Halle (Allemagne) depuis mars 1997
- Shenyang (Chine) depuis le 21 septembre 2011

Oufa entretient aussi des accords de coopération avec :
- Leipzig (Allemagne)
- Mersin (Turquie)
- Soukhoumi (République d'Abkhazie)
- Orenbourg (Russie)
- Kazan (Russie)
- Tcheliabinsk (Russie)
- Iekaterinbourg (Russie)
- Perm (Russie)
- Iakoutsk (Russie)
- Sterlitamak (Russie)

## Économie

### Industries
Le pétrole est l'activité industrielle principale d'Oufa. Le groupe Bashneft, qui a son siège social dans la ville d'Oufa, y exploite les raffineries d'Oufa, Novo Oufa et Ufaneftekhim d'une capacité totale de 910 000 barils par jour (Voir la liste de raffineries de pétrole).
On y trouve également Progress, une usine d'assemblage de moteurs d'avion Tupolev.
Dans le domaine des communications, on y trouve Magnétron, un fabricant d'appareils de télécommunications, ainsi que de nombreux instituts de recherche en biologie, biochimie et sur les vitamines. L'industrie mécanique y joue aussi un rôle notable.
Près de 200 moyennes et grandes entreprises industrielles sont implantées à Oufa.

### Finance
Oufa est un donneur net aux budgets de la république et fédéraux. Près de 62,8 % des revenus par l'impôt récoltés sur le territoire du district municipal d'Oufa sont transférés au budget fédéral, et 29 % au budget de la république.

### Transports
Dotée depuis 1885 d'une gare ferroviaire sur le parcours historique du Transsibérien, la ligne Samara-Oufa-Zlatooust-Tcheliabinsk-Iekaterinbourg, Oufa est reliée par le train au reste de la Russie. Le pont au-dessus de la Belaïa a été construit en 1888. Oufa relie les régions centrales de la Russie à la Sibérie et à l'Oural. La gare centrale moderne a été reconstruite en 2008.
Oufa est par ailleurs au centre d'un réseau autoroutier régional, elle est la seule ville à être reliée à Moscou par plus d'une autoroute fédérale : la M7 au nord qui relie Moscou via Kazan, et plus au sud la M5 Oural à Moscou et à la partie asiatique de la Russie. Il y a deux gares autoroutières, celle du nord et celle du sud.
L'Aéroport international d'Oufa (code AITA : UFA), ouvert en 1938 dans le sud de la ville, est desservi par plusieurs compagnies aériennes dont Aeroflot et Turkish Airlines. Les vols de ligne sont tant nationaux, à destination de plusieurs villes de Russie, qu'internationaux, à destination notamment de la Turquie et des Émirats arabes unis. Des vols charter sont également effectués de manière saisonnière, à destination notamment de la Grèce, de la Turquie et de l'Égypte. Au total, vingt-sept villes de la fédération de Russie, ainsi que des aéroports étrangers comme ceux d'Hurghada, Charm el-Cheikh, Barcelone, Antalya, Istanbul, Dalaman, Tachkent, Francfort-sur-le-Main, Khodjent sont desservis.

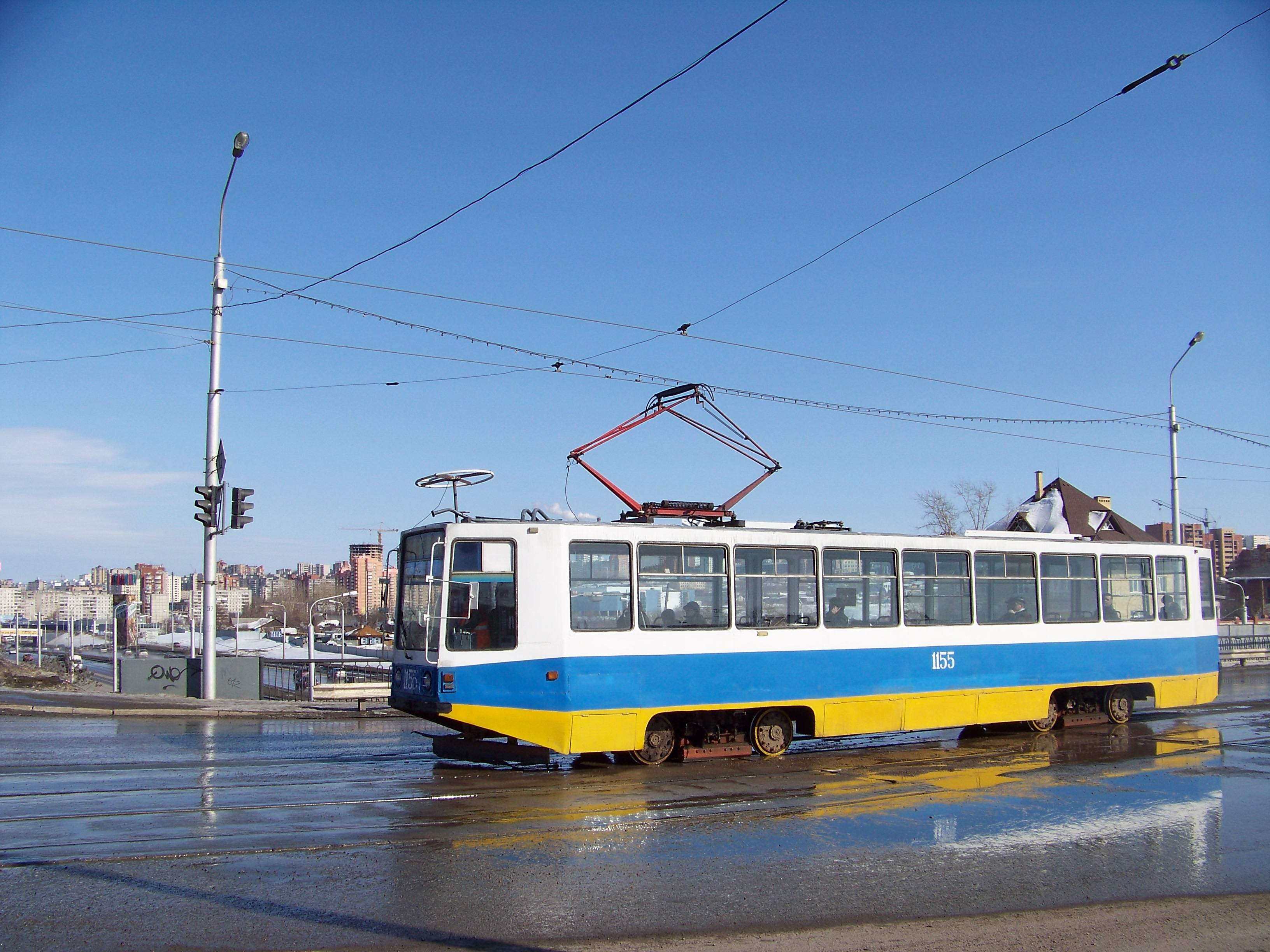
Un tramway à Oufa.

Le réseau urbain d'Oufa, basé principalement sur un axe nord-sud suivant l'étirement de la ville, est constitué de tramways, de trolleybus, d'autobus, de taxis collectifs, et de taxis. Pour désengorger la ville, une voie rapide a été créée dans les années 1980 en parallèle à l'axe de Prospekt Oktjabrja. Depuis les années 1960, la création d'un réseau de métro est en discussion. Il a été en partie construit, mais les travaux de construction furent arrêtés en 2005 par suite d'un financement non clarifié et insuffisant.
Le transport fluvial de marchandises est possible sur les cours d'eau.
Un réseau de pipelines (gaz et pétrole) passe par Oufa.

## Culture et loisirs

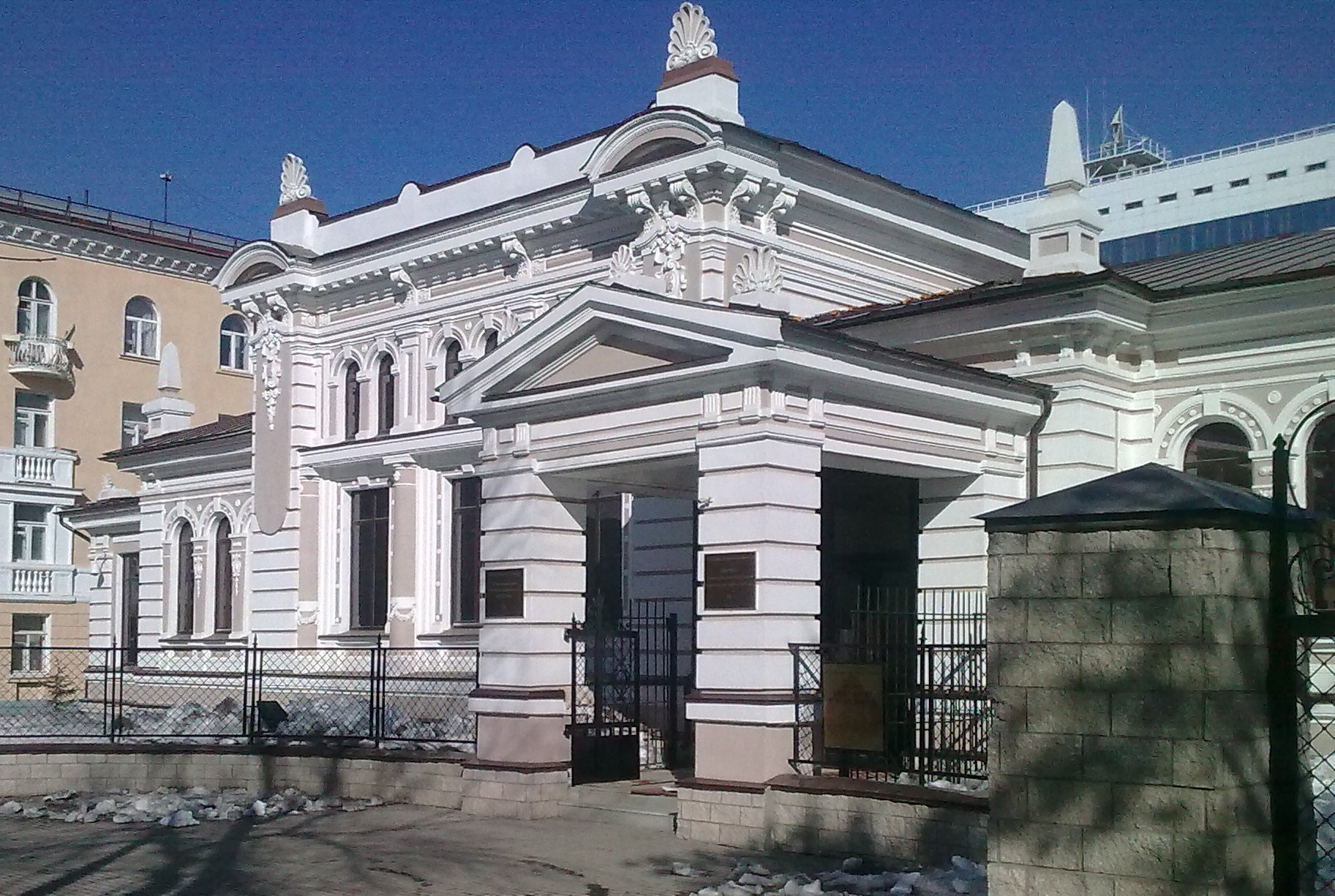
Le musée archéologique d'Oufa.

La ville possède des théâtres bachkire, russe et tatar, un Théâtre national d'opéra et de ballet, un Orchestre symphonique national, le studio de films "Bashkortostan", des ensembles philharmoniques et l'Ensemble national bachkir de danse folklorique.
On trouve également à Oufa de nombreux musées, le jardin botanique d'Oufa, un parc et un centre sportif, la ville tentant de conserver un attrait face à la décroissance de la population dans cette ville du sud de l'Oural en reconversion.

### Éducation et science

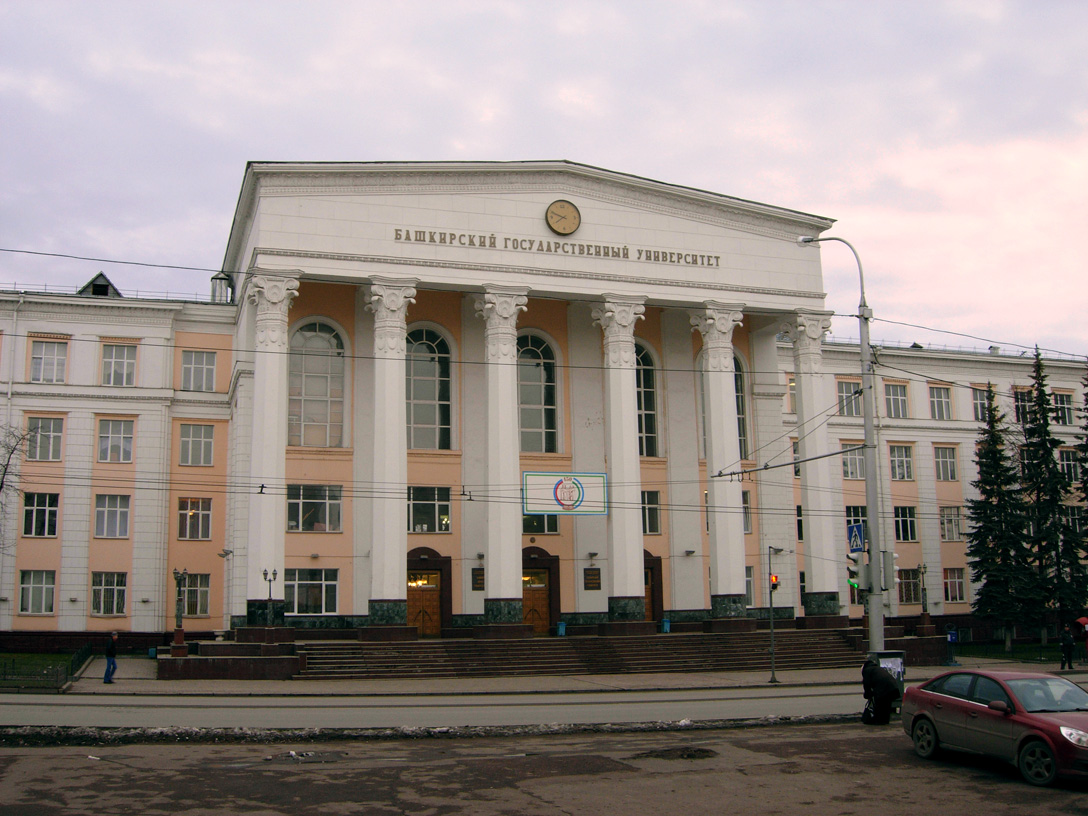
L'Université d’État de Bachkirie.

Les institutions universitaires de la ville incluent notamment :
- Université d’État de Bachkirie
- Université d’État bachkire de formation des enseignants du nom de M. Akmulla
- Université d’État médicale de Bachkirie
- Université d'État technique aéronautique d'Oufa
- Université d’État technologique du pétrole d'Oufa
- Université d'architecture d'Oufa
- Université d'agriculture d'Oufa

### Sites touristiques
- le monument en hommage à Salavat Ioulaïev, qui surplombe la Belaïa. Il a été construit en 1968, et rénové en 2004;
- le centre commercial Gostiny Dvor dans le centre-ville;
- la mosquée Ljalja-Tjulpan, de construction récente dans le nord de la ville;
- le monument Droujby (Monument de l'amitié entre les Bachkirs et les Russes, construit en 1965;
- les théâtres mentionnés précédemment;
- le Palais de la Culture;
- la place Lénine au Gorsoviet (conseil municipal) avec son parc attenant et un centre de loisirs;
- le parc Jakoutov;
- le parc Sergueï Aksakov;
- au plus grand cimetière, le monument en hommage aux 187 catholiques qui y ont été assassinés fin 1936[25].

### Personnalités
- Sergueï Aksakov (1791-1859), écrivain.
- Mikhaïl Nesterov (1862-1942), peintre.
- Mirsäyet Soltanğäliev (1892-1940), bolchevik musulman
- Natalia Kovchova (1920-1942), Héroïne de l'Union soviétique.
- Rudolf Noureev (1938-1993), danseur et chorégraphe.
- Vladimir Spivakov (né en 1944), violoniste et chef d'orchestre.
- Igor Sokolov (né en 1958), champion olympique de tir.
- Anvar Ibragimov (1965-2023), champion olympique de fleuret par équipe.
- Andreï Tcherkassov (né en 1970), joueur de tennis.
- Zemfira (née en 1976), chanteuse de rock.
- Dmitri Vassiliev (né en 1979), sauteur à ski.
- Ildar Fatkoulline (né en 1982), sauteur à ski.
- Daniil Kvyat (né en 1994), pilote de Formule 1.
- Andreï Zoubarev, Andreï Ziouzine, Aleksandr Semak et Igor Kravtchouk, joueurs de hockey sur glace en NHL.